# Entomobryoidea
Super-famille
Les Entomobryoidea sont une super-famille de collemboles.

## Liste des familles
Selon Checklist of the Collembola of the World :
- Entomobryidae Schäffer, 1896
- Microfalculidae Massoud & Betsch, 1966
- Paronellidae Börner, 1913
- †Oncobryidae Christiansen & Pike, 2002
- †Praentomobryidae Christiansen & Nascimbene, 2006

## Référence
- Schäffer, 1896 : Die Collembolen der Umgebung von Hamburg und benachbarter Gebiete. Mitteilungen aus dem Naturhistorischen Museum in Hamburg, vol. 13, p. 149–216.